# Papiro di Odoacre
Il papiro di Odoacre (P.Ital. I 10-11) è un documento storico in forma papiracea risalente al 489, redatto durante il periodo del regno di Odoacre.
È «largo pal. Romani 1 1/6, lungo pal. 6 2/3 scritto a due colonne».
Rappresenta il documento più antico pervenutoci dopo la caduta dell'Impero romano d'Occidente. È inoltre di estrema rilevanza poiché è l'unico originale pervenutoci della cancelleria di Odoacre.

## Rinvenimento e conservazione

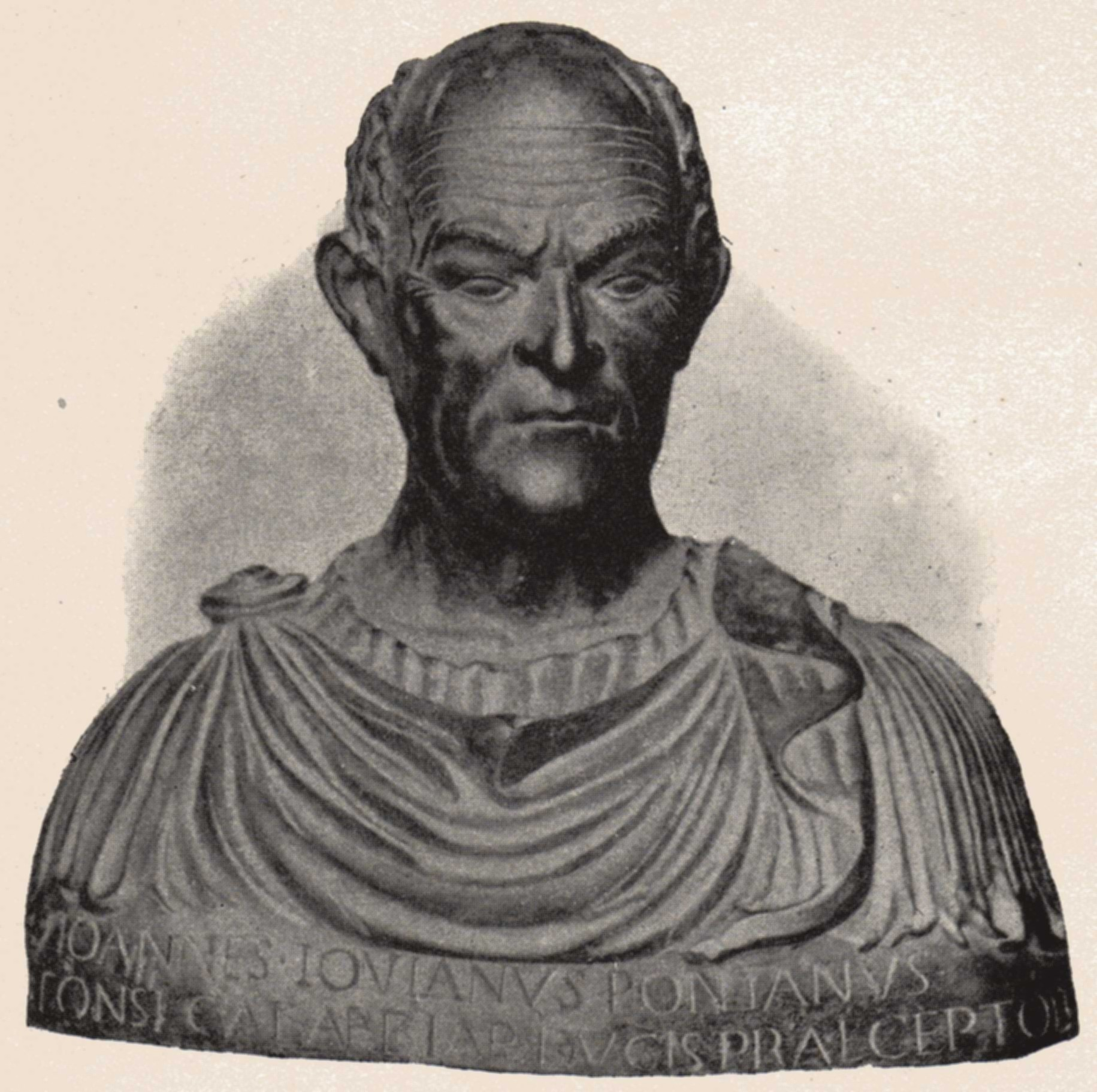
Busto di Gioviano Pontano; prelevò il papiro dagli archivi siracusani e lo portò a Napoli

Esso fu rinvenuto per la prima volta in epoca medievale tra gli archivi di Siracusa. Poiché il beneficiario di Odoacre fece recare i suoi actores in città per far sottoscrivere al magistratus siracusano l'atto ufficiale del re erulo, esso venne custodito, e sopravvisse, per le epoche successive, tra gli archivi sopracitati.
Molti secoli dopo, su sottili fibre di papiro, lo trasse Gioviano Pontano — figura vicina ai re aragonesi — e lo condusse a Napoli. Una volta collocato nella città partenopea fu studiato da Luigi Gaetano Marini (n. LXXXII). Scrive a tal proposito Carlo Troya:
(Carlo Troya, Storia d'Italia del medioevo. Vol. 2, Eruli e Goti; pt. 1,[a]. Vol. 1-2, 1844, p. 225.)
Il Marini ha lasciato un'approfondita descrizione di questo papiro. Egli dice che l'esistenza del documento gli venne comunicata da D. Francesco Daniele, segretario dell'Accademia di Ercolano. Il papiro venne rinvenuto nella Casa dei Teatini di S. Paolo di Napoli.
Il Logoteta, avendo esaminato da vicino il papiro in questione, si dedicò allo studio delle sottili fibre del documento, per tentare di comprendere se esso, nel V secolo, venne fabbricato con della carta papiracea locale, ovvero fabbricata nel siracusano — è noto, infatti, che nel territorio geografico limitrofo a Siracusa cresce in maniera spontanea la pianta del cyperus papyrus, dalla quale si ricava l'antica carta. Altresì il Logoteta ipotizzò l'esatta localizzazione dei luoghi siracusani concessi da Odoacre, in quanto possedimenti personali del sovrano germanico, descritti nel documento papiraceo.
Di fondamentale importanza per il compendio di questo papiro, risulta il recente apporto del paleografo di lingua latina, J. O. Tjäder.
Manca la parte di apertura del papiro, presenta diverse lacune, le due parti sono state divise: una è rimasta a Napoli, mentre l'altra è stata trasferita alla Biblioteca Nazionale di Vienna.

## Contenuto del papiro

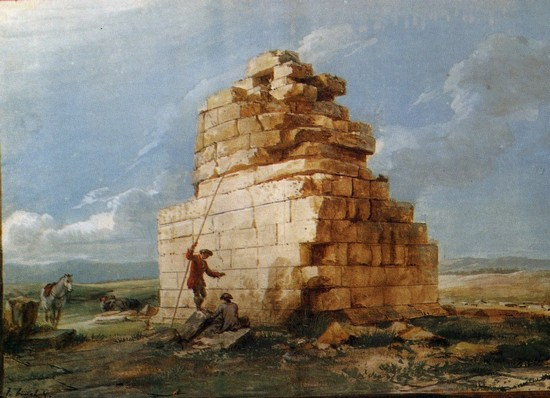
La Guglia di Marcello (dipinto di Jean-Pierre Houël)

Il documento parla di una donazione che fu concessa, per ordine di Odoacre, il 18 marzo del 488; mentre il papiro fu redatto qualche tempo dopo.
In quel periodo Teodorico già sovrastava l'Italia e questa donazione rappresenta uno degli ultimi atti storici di Odoacre. Il re germanico volle concedere al proprio Comes domesticorum, Pierio, una massa fondorum che gli avrebbe fruttato 690 solidi annuali. Il conte però riceveva attualmente 650 solidi, per raggiungere quindi la cifra promessa, Odoacre concedette a Pierio altro territorio, equivalente a 40 solidi, nel siracusano.
I 690 solidi erano quindi così ripartiti: 450 provenienti dalla massa Pyramitana (o latifondo Piramitano), nel siracusano, più i 40 aggiunti con l'atto ufficiale sottoscritto nel papiro, fruttati dai fondi Emiliano, Dubli e Putassia, ricadenti sempre all'interno della massa Pyramitana, e infine 200 provenivano dall'isola di Meleda, nella Dalmazia.
La massa Pyramitana di cui si parla nel papiro è stata individuata non lontano dalla penisola di Tapso, a nord di Siracusa, dove sorgeva un territorio denominato fondo della Guglia, che prendeva il nome dal monumento della Guglia di Marcello — fatta erigere dal console romano Marco Claudio Marcello, dopo la conquista della città nel 212 a.C. — il quale per la sua forma pirameidale, veniva dagli antichi appellata Pyramitana: «Post Tapsum, iuxta Syracusanam viam, Pyramis ex quadratis lapidibus et eis ingentibus in excelsum surgens».
L'atto ufficiale fu scritto dal notaio Marciano, mentre la firma del re erulo, non sapendo Odoacre scrivere, venne fatta imprimere dal suo consigliere, Andromaco, a Ravenna. Ma poiché Andromaco al momento della registrazione nei Municipali Geste si trovava in viaggio verso Roma, gli actores, gergo con il quale si chiamavano gli agenti del comes Pierio, chiesero di rintracciare alcuni Decurioni ravennati, in veste ufficiale, e di condurli presso il notaio Marciano.
A Ravenna assistette il magistrato Aurelius Verinus. Mentre per la registrazione a Siracusa — si tratta del papiro pervenutoci — presenziò la figura del magistrato Flavius Annianus.